# Luigi Malerba
Pour les articles homonymes, voir Malerba.
Luigi Bonardi, connu sous le nom de plume de Luigi Malerba (né le 11 novembre 1927 à Berceto dans la province de Parme et mort le 8 mai 2008 à Rome) est un écrivain italien, cofondateur du gruppo 63 d'orientation marxiste et structuraliste ainsi qu'un scénariste de cinéma.

## Biographie
Luigi Malerba est un écrivain associé au mouvement néo avant-gardiste avec Nanni Balestrini, Edoardo Sanguineti, et Giorgio Manganelli. Il a été le premier lauréat du prix Médicis étranger en 1970 pour son roman Le Saut de la mort (Salto mortale). Il a également reçu le prix Brancati en 1979, le prix Grinzane-Cavour en 1989 (avec Stefano Jacomuzzi et Raffaele La Capria), le prix Viareggio et le prix Feronia en 1992 pour Le pietre volanti. Il a également œuvré pour la littérature pour la jeunesse avec Tonino Guerra.
Luigi Malerba est également un scénariste de cinéma.

## Principales œuvres
- 1963 : La Découverte de l'alphabet (La scoperta dell'alfabeto, nouvelles) ; trad. fr. Monique Baccelli, Paris, Desjonquères, 1994
- 1966 : Le Serpent cannibale (Il serpente), Paris, Éditions Grasset, 1967
- 1968 : Saut de la mort ; trad. fr. Jean-Noël Schifano, Paris, Grasset, 1970 (Salto mortale) – prix Médicis étranger
- 1973 : Il protagonista ; trad. fr. Le Protagoniste, Paris, Grasset, coll. "Les Cahiers Rouges", 200 p., 2021  (ISBN 978-2246826637)
- 1974 : Le rose imperiali
- 1975 : Clopes (Mozziconi) ; trad. fr. Roger Salomon, Paris, Éditions Stock, 1992
- 1977 : Historiettes (Storiette, nouvelles) ; trad. fr. Roger Salomon, Paris, Stock, 1992
- 1977 : Pinocchio botté (Pinocchio con gli stivali, roman jeunesse) ; trad. fr. Roger Salomon, Paris, Éditions du Seuil, 1992
- 1978 : La Vie d'châtiau (Il pataffio) ; trad. fr. Roger Salomon, Paris, Éditions Fayard, 1995
- 1979 : Dopo il pescecane
- 1980 : Les poules pensives (Le galline pensierose) ; trad. fr. Roger Salomon, Paris, Seuil, 1991
- 1981 : Diario di un sognatore
- 1984 : Storiette tascabili
- 1986 : La Planète bleue (Il pianeta azzurro) ; trad. fr. Roger Salomon, Paris, Fayard, 1989
- 1988 : Testa d'argento
- 1990 : Le Feu grégeois (Il fuoco greco), Paris, Fayard, 1992
- 1992 : Les Pierres volantes (Le pietre volanti) ; trad. fr. Roger Salomon, Paris, Fayard, 1994 – prix Viareggio
- 1994 : Les Masques (Le maschere)
- 1997 : Ithaque pour toujours (Itaca per sempre)
- 2001 : Città e dintorni
- 2002 : Il circolo di Granada
- 2006 : Fantasmi Romani ; trad. fr. Fantômes romains, Grenelle, coll. "Roma Livres", 246 p., 2021  (ISBN 978-2366772494)

## Filmographie partielle

### Comme scénariste
- 1952 : Le Manteau (Il cappotto) d'Alberto Lattuada
- 1954 : Di qua, di là del Piave de Guido Leoni
- 1954 : Femmes et Soldats (Donne e soldati) d'Antonio Marchi et Luigi Malerba
- 1967 : La Fille et le Général (La ragazza e il generale) de Pasquale Festa Campanile
- 1967 : Le Déchaîné (Lo scatenato) de Franco Indovina
- 1968 : Sissignore d'Ugo Tognazzi
- 1969 : Toh, è morta la nonna! de Mario Monicelli
- 1970 : L'Invasion d'Yves Allégret
- 1970 : Appuntamento col disonore d'Adriano Bolzoni
- 1972 : Corpo d'amore de Fabio Carpi
- 1972 : Manœuvres criminelles d'un procureur de la République (Il vero e il falso) d'Eriprando Visconti
- 1978 : Come perdere una moglie e trovare un'amante de Pasquale Festa Campanile
- 1990 : Un enfant dans la tourmente (Il prato delle volpi) (téléfilm) de Piero Schivazappa
- 1994 : Et ensuite, le feu (La prossima volta il fuoco) de Fabio Carpi

### Comme réalisateur
- 1954 : Femmes et Soldats (Donne e soldati), coréalisé avec Antonio Marchi
- 1966 : Corrida, moyen-métrage documentaire coréalisé avec Marco Ferreri